# كين كوالسكي
كين كوالسكي هو سياسي كندي، ولد في 27 سبتمبر 1945 في كندا. حزبياً، نشط في الرابطة التقدمية المحافظة في ألبرتا ‏. وقد انتخب عضو الجمعية التشريعية ألبرتا وانتخب Speaker of the Legislative Assembly of Alberta ‏.